# Slunjska Selnica
Slunjska Selnica je naselje u Republici Hrvatskoj, u sastavu Grada Karlovca, Karlovačka županija. 

## Stanovništvo
Prema popisu stanovništva iz 2001. godine, naselje je imalo 116 stanovnika te 39 obiteljskih kućanstava.
| broj stanovnika | 136   | 176   | 206   | 242   | 234   | 264   | 259   | 235   | 260   | 253   | 215   | 188   | 164   | 164   | 116   | 78    | 65    |
|                 | 1857. | 1869. | 1880. | 1890. | 1900. | 1910. | 1921. | 1931. | 1948. | 1953. | 1961. | 1971. | 1981. | 1991. | 2001. | 2011. | 2021. |